# Титани
Титаните в гръко-римската митология са група богове, деца на Уран - богът на небето и Гея - Майката Земя. Богините сред тях са наричани "титаниди". Главните сред тях са Кронос (Сатурн) и Рея (Опс), които са и съпружеска двойка. Според легендата, титаните владеят света до победата на Зевс над тях, след което са изместени от своите потомци - Олимпийските богове, което отразява и реалното постепенно отмиране и замяна на култовете им в Древна Гърция и Древен Рим.

## Първо и второ поколение титани
Титаните от първо поколение са 6 братя: Океан, Хиперион, Япет, Койос, Кронос, Криос и 6 сестри: Мнемозина, Рея, Тея, Тетида, Феба и Темида. 
От браковете помежду им произлиза второто поколение титани, някои от които – Прометей, Хелиос, музите, Лето.

## Титаномахия
Кронос, най-младият от титаните, постига върховенството, като по идея на своята майка Гея скопява баща си, за да прекрати неговата безкрайна плодовитост, и го запраща в великата бездна Тартар. Той се страхува да не го постигне същото и затова поглъща всяко от децата си скоро след раждането му (но те остават живи и се развиват в корема му). Обаче Рея, жената на Кронос, решава да го измами и да спаси младите богове.
Тя се оттегля на остров Крит, ражда тайно там Зевс в пещера и го скрива в нея или околностите й, а на Кронос дава да изяде камък (според друга версия - някакъв нисш бог, наричан Лаас, син на Метида или малък жребец), повит в пелени. С помощта на нимфите Адрастея и Идея и божествената коза Амалтея, хранен с мед и мляко, Зевс пораства и успява да освободи братята и сестрите си, след което повежда война с баща си и някои от другите титани, известна като титаномахия. Тя продължава 10 години и Олимпийците я печелят, благодарение на подкрепата на по-древни чудовищни богове, дотогава потискани от титаните. След загубата повечето титани са затворени в Тартар или наказани по други начини за съпротивата си срещу Зевс, но част от тях запазват високи позиции в йерархията на божествата, поради това че били на негова страна или са останали неутрални.